# Неявная поверхность

Неявная поверхность: Тор (R=40, a=15).

Неявная поверхность рода 2.

Неявная неалгебраическая поверхность (рюмка).

Неявная поверхность — это поверхность в евклидовом пространстве, определённая уравнением
{\displaystyle F(x,y,z)=0.}
Неявная поверхность является множеством нулей функции трёх переменных. Термин неявная здесь означает, что уравнение не решено относительно любой из переменных, x, y или z.
График функции обычно описывается уравнением {\displaystyle z=f(x,y)} и такое представление называется явным. Третьим важным способом описания поверхности является параметрическое представление —
{\displaystyle (x(s,t),y(s,t),z(s,t))}, где координаты x, y и z точек поверхности представлены тремя функциями {\displaystyle x(s,t)\,,y(s,t)\,,z(s,t)}, зависящими от общих параметров {\displaystyle s,t}. Обычно изменение представления поверхности осуществляется просто только в случае, если задано явное представление {\displaystyle z=f(x,y)}. Тогда другими двумя представлениями будут {\displaystyle z-f(x,y)=0} (неявное) и {\displaystyle (s,t,f(s,t))} (параметрическое).
Примеры:
1. плоскость {\displaystyle x+2y-3z+1=0.}
2. сфера {\displaystyle x^{2}+y^{2}+z^{2}-4=0.}
3. тор {\displaystyle (x^{2}+y^{2}+z^{2}+R^{2}-a^{2})^{2}-4R^{2}(x^{2}+y^{2})=0.}
4. Поверхность рода 2: {\displaystyle 2y(y^{2}-3x^{2})(1-z^{2})+(x^{2}+y^{2})^{2}-(9z^{2}-1)(1-z^{2})=0} (см. рисунок).
5. Поверхность вращения {\displaystyle x^{2}+y^{2}-(\ln(z+3.2))^{2}-0{,}02=0} (см. рисунок рюмка).

Для плоскости, сферы и тора имеется простое параметрическое представление, что неверно для четвёртого примера.
Теорема о неявной функции описывает условия, при которых уравнение {\displaystyle F(x,y,z)=0} может быть решено (по меньшей мере неявно) относительно x, y или z. Но в общем случае явного решения может и не существовать. Эта теорема является ключевой для вычисления важных геометрических свойств поверхности, таких как касательные плоскости, нормали к поверхности, кривизны (см. ниже). Однако эти поверхности имеют существенный недостаток — их визуализация затруднительна.
Если {\displaystyle F(x,y,z)} является многочленом от x, y и z, поверхность называется алгебраической. Пример 5 не является алгебраической поверхностью.
Несмотря на трудность визуализации неявные поверхности дают относительно простые техники для их теоретической генерации (например, Поверхность Штайнера) и поверхности, интересные для практических целей (см. ниже).

## Формулы
При следующих соглашениях неявная поверхность представлена уравнением {\displaystyle F(x,y,z)=0}, где функция {\displaystyle F} удовлетворяет необходимым условиям дифференцируемости. Ниже будем обозначать частные производные функции {\displaystyle F} как {\displaystyle F_{x},F_{y},F_{z},F_{xx},\ldots }.

### Касательная плоскость и нормальный вектор
Точка поверхности {\displaystyle (x_{0},y_{0},z_{0})} называется регулярной тогда и только тогда, когда градиент функции {\displaystyle F} в точке {\displaystyle (x_{0},y_{0},z_{0})} не равен нулевому вектору {\displaystyle (0,0,0)}, что означает
{\displaystyle (F_{x}(x_{0},y_{0},z_{0}),F_{y}(x_{0},y_{0},z_{0}),F_{z}(x_{0},y_{0},z_{0}))\neq (0,0,0)}.
Если точка поверхности {\displaystyle (x_{0},y_{0},z_{0})} не регулярна, она называется особой (употребляется также термин сингулярная точка).
Уравнение касательной плоскости в регулярной точке {\displaystyle (x_{0},y_{0},z_{0})}
{\displaystyle F_{x}(x_{0},y_{0},z_{0})(x-x_{0})+F_{y}(x_{0},y_{0},z_{0})(y-y_{0})+F_{z}(x_{0},y_{0},z_{0})(z-z_{0})=0,}
а уравнение нормального вектора
{\displaystyle \mathbf {n} (x_{0},y_{0},z_{0})=(F_{x}(x_{0},y_{0},z_{0}),F_{y}(x_{0},y_{0},z_{0}),F_{z}(x_{0},y_{0},z_{0}))^{T}.}

### Нормальная кривизна
Чтобы сделать формулы проще, аргументы {\displaystyle (x_{0},y_{0},z_{0})} в формуле ниже опущены. Тогда
{\displaystyle \kappa _{n}={\frac {\mathbf {v} ^{\top }H_{F}\mathbf {v} }{\|\operatorname {grad} F\|}}}
является нормальной кривизной поверхности в регулярной точке для единичного касательного вектора направления {\displaystyle \mathbf {v} }. {\displaystyle H_{F}} является гессианом функции {\displaystyle F} (матрицей вторых производных).
Доказательство этой формулы опирается (как и в случае неявной кривой) на теорему о неявной функции и формулу нормальной кривизны параметрической поверхности.

## Приложения неявных поверхностей
Как и в случае неявных кривых легкой задачей является создание неявных поверхностей желаемой формы с помощью алгебраических операций (сложение, умножение) простых примитивов.

Эквипотенциальная поверхность четырёх точечных зарядов

### Эквипотенциальная поверхность двух точечных зарядов
Точечный заряд {\displaystyle q_{i}} в точке {\displaystyle \mathbf {p} _{i}=(x_{i},y_{i},z_{i})} образует потенциал в точке {\displaystyle \mathbf {p} =(x,y,z)} (физические константы опущены)
{\displaystyle F_{i}(x,y,z)={\frac {q_{i}}{\|\mathbf {p} -\mathbf {p} _{i}\|}}.}
Эквипотенциальная поверхность для значения потенциала {\displaystyle c} является неявной поверхностью {\displaystyle F_{i}(x,y,z)-c=0}, что есть сфера с центром в точке {\displaystyle \mathbf {p} _{i}}.
Потенциал четырёх точечных зарядов вычисляется пo формуле
{\displaystyle F(x,y,z)={\frac {q_{1}}{\|\mathbf {p} -\mathbf {p} _{1}\|}}+{\frac {q_{2}}{\|\mathbf {p} -\mathbf {p} _{2}\|}}+{\frac {q_{3}}{\|\mathbf {p} -\mathbf {p} _{3}\|}}+{\frac {q_{4}}{\|\mathbf {p} -\mathbf {p} _{4}\|}}.}
На рисунке четыре заряда имеют величину 1 и расположены в точках
{\displaystyle (\pm 1,\pm 1,0)}. Показанная поверхность является эквипотенциальной поверхностью (неявной поверхностью) {\displaystyle F(x,y,z)-2{,}8=0}.

### Поверхность постоянного произведения расстояний
Овал Кассини можно определить как множество точек, для которых произведение расстояний от двух заданных точек постоянно (в отличие от эллипса, для которого постоянна сумма расстояний). Аналогично неявные поверхности могут быть определены как постоянное произведение расстояний от некоторых фиксированных точек.
На рисунке метаморфоз верхняя левая поверхность образуется по такому правилу. Эта поверхность является поверхностью уровня функции {\displaystyle F(x,y,z)-1{,}1=0}, где

Метаморфоз двух неявных поверхностей (преобразование из одной поверхности в другую) — тора и поверхности постоянного произведения расстояний.

{\displaystyle {\begin{aligned}F(x,y,z)={}&{\Big (}{\sqrt {(x-1)^{2}+y^{2}+z^{2}}}\cdot {\sqrt {(x+1)^{2}+y^{2}+z^{2}}}\\&\qquad \cdot {\sqrt {x^{2}+(y-1)^{2}+z^{2}}}\cdot {\sqrt {x^{2}+(y+1)^{2}+z^{2}}}{\Big )}\end{aligned}}}

### Метаморфозы неявных поверхностей
Другой простой метод создания новых неявных поверхностей называется метаморфозом или гомотопией неявных поверхностей:
Для двух неявных поверхностей {\displaystyle F_{1}(x,y,z)=0,F_{2}(x,y,z)=0} (на рисунке это поверхность постоянного произведения расстояний и тор) определяются новые поверхности с использованием параметра {\displaystyle \mu \in [0,1]}:
{\displaystyle F(x,y,z)=\mu F_{1}(x,y,z)+(1-\mu )F_{2}(x,y,z)=0}
На рисунке представлены поверхности с величинами параметра {\displaystyle \mu =0,\,0{,}33,\,0{,}66,\,1} .

Аппроксимация трёх торов (параллельная проекция)

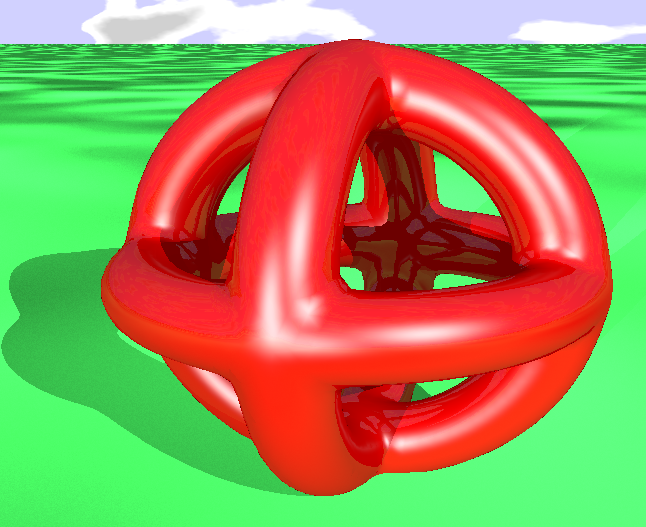
Изображение POV-Ray (центральная проекция) приближения трёх торов.

### Гладкая аппроксимация некоторых неявных поверхностей
{\displaystyle \Pi }-поверхности могут быть использованы для аппроксимирования любого гладкого и ограниченного объекта в {\displaystyle R^{3}}, поверхность которого определяется многочленом, который равен произведению других многочленов. Другими словами, мы можем создать любой гладкий объект с единой алгебраической поверхностью. Обозначим многочлены как {\displaystyle f_{i}\in \mathbb {R} [x_{1},\ldots ,x_{n}](i=1,\ldots ,k)}. Тогда аппроксимирующий объект определяется многочленом
{\displaystyle F(x,y,z)=\prod _{i}f_{i}(x,y,z)-r}
где {\displaystyle r\in \mathbb {R} } определяет смешивающий параметр, контролирующий ошибку аппроксимации.
Аналогично гладкой аппроксимации неявных кривых уравнение
{\displaystyle F(x,y,z)=F_{1}(x,y,z)\cdot F_{2}(x,y,z)\cdot F_{3}(x,y,z)-r=0}
представляет для подходящих параметров {\displaystyle c} гладкие аппроксимации трёх пересекающихся торов уравнениями

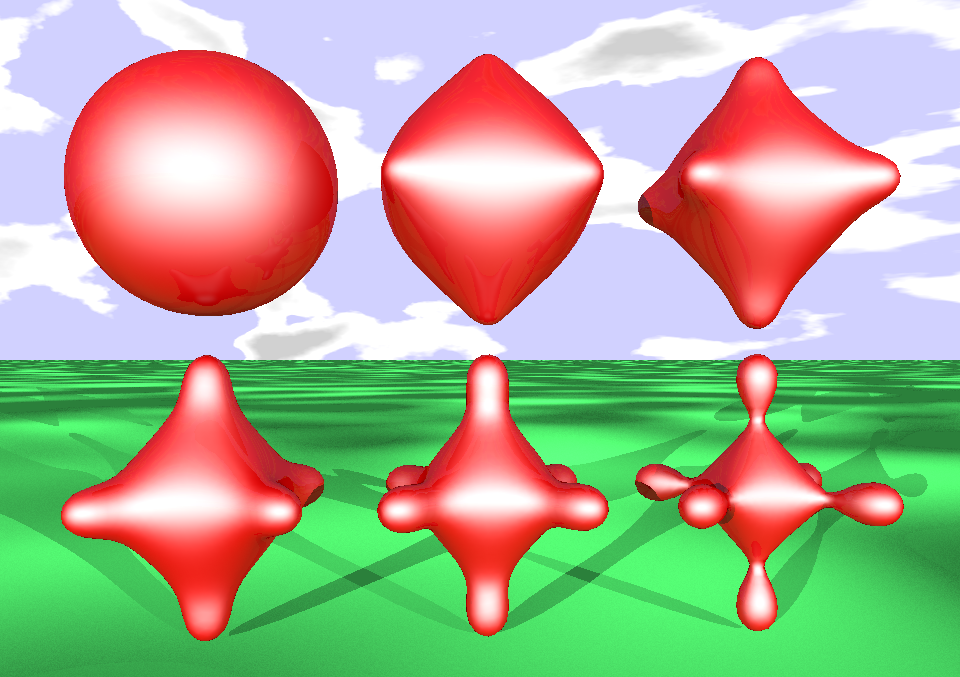
POV-Ray изображение: Метаморфозы между сферой и поверхностью постоянного произведения расстояний (от 6 точек).

{\displaystyle {\begin{aligned}F_{1}=(x^{2}+y^{2}+z^{2}+R^{2}-a^{2})^{2}-4R^{2}(x^{2}+y^{2})=0,\\[3pt]F_{2}=(x^{2}+y^{2}+z^{2}+R^{2}-a^{2})^{2}-4R^{2}(x^{2}+z^{2})=0,\\[3pt]F_{3}=(x^{2}+y^{2}+z^{2}+R^{2}-a^{2})^{2}-4R^{2}(y^{2}+z^{2})=0.\end{aligned}}}
(На рисунке параметры равны {\displaystyle R=1,\,a=0{,}2,\,r=0{,}01.})

## Визуализация неявных поверхностей
Есть несколько алгоритмов рендеринга неявных поверхностей, включая алгоритм «marching cubes». Фактически, имеются две идеи визуализации неявных поверхностей — одна создаёт сеть многоугольников, которые затем отрисовываются (см. Триангуляризация поверхности), а вторая опирается на трассировку лучей, когда определяются точки пересечения лучей с поверхностью.